# František Vacek (kněz)
František Vacek (8. října 1858 Chrudim – 22. dubna 1940 Nové Strašecí) byl český historik a římskokatolický kněz.

## Život
Narodil se do rodiny chrudimského měšťana Františka Vacka a Antonie, roz. Tůmové. V Chrudimi absolvoval roku 1877 vyšší gymnázium a poté odešel studovat na teologickou fakultu do Prahy, přičemž druhý ročník svých bohosloveckých strávil ve Vídni. Roku 1881 byl promován a současně vysvěcen na kněze. Poté působil jako kaplan v Aši, Velvarech, na Smíchově a v Bubenči. Už tehdy začal publikovat, především v oboru církevních dějin, což jej vedlo k tomu, aby v roce 1890 začal studovat historii na filosofické fakultě. Navštěvoval přednášky např. Josefa Emlera, Jaroslava Golla nebo Antonína Rezka, ale po třech semestrech studia přerušil a stal se učitelem náboženství na slánském gymnáziu. Roku 1894 přešel na pražské reálné gymnázium Křemencova. Byl mj. školním a konzistoriálním radou, nakonec se ale rozhodl plně věnovat historii. Roku 1913 proto odešel do výslužby a přestěhoval se do Nového Strašecí, kde až do své smrti v roce 1940 bádal a psal historické práce.

## Dílo
Kromě článků, menších statí a několika hesel v Ottově slovníku naučném publikoval:
- Paměti královského města Velvar (1884), 392 s.
- Církevní dějiny české I. (1890), 512 s., pouze první díl
- Dějiny Bubenče, Dejvic, Šárky a okolí (1911, 1923), 466 a 592 s., ve Sborníku příspěvků k dějinám Prahy
- Sociální dějiny české doby starší (1906), 520 s.
- Dějiny města Nového Strašecí (1931), 490 s., vydáno anonymně